# تایلر ویلیامز (دوچرخه‌سوار)
تایلر ویلیامز (انگلیسی: Tyler Williams؛ زادهٔ ۱۷ نوامبر ۱۹۹۴ ‏(۳۰ سال)) دوچرخه‌سوار اهل ایالات متحده آمریکا است.
از باشگاه‌هایی که در آن بازی کرده‌است می‌توان به تیم دوچرخه‌سواری آکادمی اسرائیل اشاره کرد.